# Christian Othfar

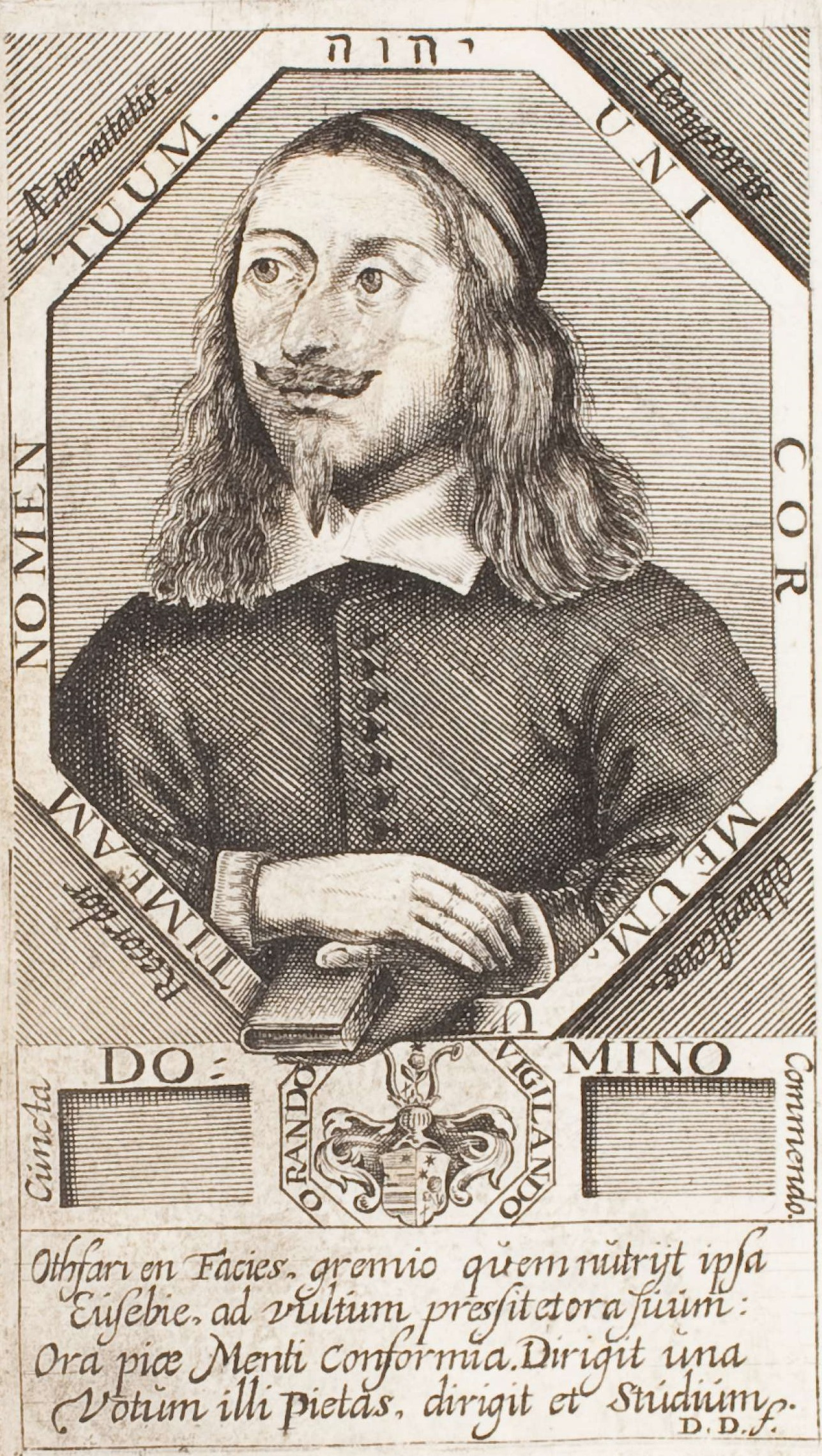
Christian Othfar, zeitgenössischer Kupferstich

Christian Othfar (auch Otfar oder Ottfar; * 21. Juli 1609 in Terpitz; † 22. Dezember 1660 in Rostock) war ein deutscher Arzt und lutherischer Kirchenlieddichter.

## Leben
Othfahr war Sohn des Pastors Wenzelslaus Othfar († 1635), der 1624 Superintendent von Wismar wurde. Er besuchte die Schulen von Wismar, Güstrow, Lüneburg, Lübeck und Hamburg. Auch seine Studienzeit war aufgrund des Dreißigjährigen Krieges sehr wechselvoll. Er studierte Philosophie, Theologie und Medizin an den Universitäten von Rostock, Königsberg, Greifswald, Wittenberg, Leipzig, Helmstedt, Rinteln, Kopenhagen, Sorø. Den Grad eines Magisters der Philosophie erlangte er 1642 an der Universität Frankfurt an der Oder. Er unternahm außerdem eine Studienreise durch die Niederlande, durch England, Frankreich und Polen.
Othfahr wurde zunächst Erzieher der Herzogin Sophie Agnes (1625–1694), Tochter von Herzog Adolf Friedrich I. von Mecklenburg in Schwerin, dann Lehrer in Bordesholm. Er widmete sich dem weiteren Studium der Medizin und wurde am 11. Juli 1653 an der Universität Leiden zum Dr. med. promoviert. Später war er als praktischer Arzt in Wismar und Rostock tätig.
Sein Trostlied Auff, die du also liegst nieder aus dem von ihm zusammengestellten und mehrfach nachgedruckten Meditations- und Gebetbuch  Geistlicher Herzfasser und Seelenstiller betrübter und unruhiger Christen in aller Traurigkeit fand Aufnahme in etliche Gesangbücher, in Hamburg (1681) und Wismar (1700), Danzig (1668), Ratzeburg (1684) sowie im Gesangbuch von Johann Anastasius Freylinghausen (1704).

## Werke (Auswahl)
- Exercitationum theologico-philosophic, Rostock 1644.
- S. Silentiarius seu Verus Anti-Melancholicus Christianorum: Dass ist: Rechten Wahrhafftigen Seelenstiller und wolbewehrten Hertzfasser, Elbing 1645
  - mehrfach neu aufgelegt, zuletzt mit einem Vorwort von Christian Scriver, Lüderwald, Leipzig 1678 (Digitalisat).
- De Melancholia, Leiden 1653.